# 谷口裕貴
谷口 裕貴（たにぐち ひろき、1971年 -）は、日本のSF作家。和歌山県和歌山市生まれ。龍谷大学文学部卒業。2001年、『ドッグファイト』で第2回日本SF新人賞を受賞し、デビュー（なお、この回では『ペロー・ザ・キャット全仕事』の吉川良太郎が同時受賞している）。これはテレパシーで結ばれた犬と「犬飼い」が、工学技術的には遥かに優越する侵略者に対して戦いを挑む物語であった。
他の著作には、長中編『遺産の方舟』、同名のアニメーションのノベライズ『THE ビッグオー』がある。短編もいくつかあり、『SFJapan』及び『SFマガジン』に掲載された。
日本SF作家クラブ会員だったが、2023年4月現在は、会員名簿に名前がない。

## 作品リスト

### 単行本
- 『ドッグファイト』徳間書店、2001年5月。ISBN 4-19-861350-8。
  - 『ドッグファイト』徳間書店〈徳間文庫〉、2021年6月。ISBN 978-4-19-894652-4。
- 『遺産の方舟』徳間書店〈徳間デュアル文庫〉、2001年11月。ISBN 978-4-19-905086-2。
- 『THEビッグオー パラダイム・ノイズ』徳間書店、2003年7月。ISBN 4-19-861708-2。
- 『アナベル・アノマリー』徳間書店〈徳間文庫〉、2022年12月。ISBN 4-19-894809-7。

### 短編
- 「獣のヴィーナス」 SFJapan2001年春季号
- 「ロストロイヤル」 SFマガジン 2002年2月号
- 「魔女のピエタ」 SFJapan 2003年春季号
- 「レンバス」 SFJapan 2004年春季号
- 「神々の世界」 SFJapan 2004年冬季号
- 「11月のおわり」 SFJapan 2005年冬季号
- 「貂の女伯爵、万年城を攻略す」 異形コレクション36 進化論
- 「夏が来る」 SFJapan 2008年春季号
- 「我は獣にあらず」 SFJapan 2008年夏季号
- 「グレゴリィ、手伝って」 SFJapan 2011春季号

### アンソロジー
- 『日本SFの臨界点［怪奇篇］ ちまみれ家族』 伴名練編 ハヤカワ文庫JA 2020年7月 「貂の女伯爵、万年城を攻略す」